# Amba (condimento)

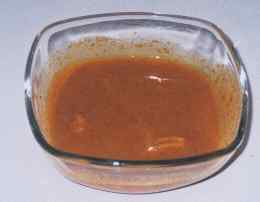
Amba

Amba é um condimento feito de puré de manga e de grãos de feno-grego. A amba é originária da Índia, popular no Iraque e faz parte integral da culinária israelense, acompanhando o prato nacional, o faláfel.